# Parlamentsvalget i Tyrkiet 2007
Parlamentsvalget i Tyrkiet 2007 blev afholdt den 22. juli 2007. Det var det 16 parlamentsvalg som er blevet holdt i Tyrkiet. Ved valget skulle der vælges 550 mandater til Tyrkiets Nationalforsamling.

## Resultater
| Parti                               | Stemmer    | Mandater |
| ----------------------------------- | ---------- | -------- |
| Retfærdigheds- og Udviklingspartiet | 16.340.534 | 341      |
| Republikanske Folkeparti            | 7.300.234  | 112      |
| National Action Parti               | 5.004.003  | 71       |
| Demokratisk Parti                   | 1.895.807  | 0        |
| Uafhængige kandidater               | 1.822.253  | 26       |
| Ungdoms Parti                       | 1.062.352  | 0        |
| Totalt (deltagelse 84.4%)           | 35.017.315 | 550      |

Kun de partier som fik mere end en million stemmer er listet i tabellen
| Valg | Spire Denne valgsartikel er en spire som bør udbygges. Du er velkommen til at hjælpe Wikipedia ved at udvide den. |